# 2010~2011년 오스트레일리아 근해 사이클론
2010~2011년 오스트레일리아 근해 사이클론(2010~2011 Australian region cyclone season)은 2010년 10월 28일에서 2011년 4월 18일 사이에 호주 근해에서 발생한 사이클론을 기록한 문서이다.
이 지역은 5개의 열대저기압 경보 센터(TCWC)가 감시한다. 그 5개 기구는 호주 기상청의 TCWC 퍼스, TCWC 다윈, TCWC 브리즈번, 인도네시아의 TCWC 자카르타, 파푸아뉴기니의 TCWC 포트모르즈비이다.
참고로 호주 근해의 TCWC들은 최대풍속 34kt 미만의 열대 저기압을 "저기압(tropical low)"이라 하므로, 원래 의미의 저기압(low pressure)과 혼동되어서는 안 된다.

## 같이 보기
- 2010년 태풍
- 2010년 북대서양 허리케인
- 2010년 동태평양 허리케인
- 2010년 북인도양 사이클론
- 2011년 태풍
- 2011년 북대서양 허리케인
- 2011년 동태평양 허리케인
- 2011년 북인도양 사이클론
- 2010~2011년 남서인도양 사이클론
- 2010~2011년 남태평양 사이클론